# Hvidstengruppen
Hvidstengruppen (1943-1944) var en dansk modstandsgruppe, der under besættelsen var beskæftiget med at modtage våben, ammunition og sprængstof nedkastet fra engelske fly. Gruppen var centreret om Hvidsten Kro og kroejer Marius Fiil, der var gået ind i arbejdet på opfordring af godsejer Flemming Juncker.

## Historie
Modtagearbejdet foregik ved, at der kom en kode fra den engelske radiostation BBC: "Husk at lytte" eller "Lyt igen". Det betød, at der ville komme en eller flere engelske Halifax-bombefly over området samme aften, og modtagegruppen skulle være parat. Den første aktion foregik natten mellem den 11. og 12. marts 1943 på Trinderup Hede øst for Mariager, hvor der blev nedkastet 12-14 containere, der blev skjult i et tæt krat.
Næste dag ankom lægen Thorup Petersen på kroen og blev inviteret på flæskeæggekage af kroejer Marius Fiil, og mens de sad der, kom Ole Geisler ind i skænkestuen. Ole Geisler havde til opgave at samle trådene omkring modstandsarbejdet i hele Jylland. Han henvendte sig til Marius Fiils gæst og spurgte, om det da ikke var doktoren? Da Thorup Petersen bekræftede det, sagde Ole Geisler: "Jamen så har jeg en hilsen til Dem fra Elias." Og det var kodeordet om, at der natten før var nedkastet våben og sprængstoffer ved Mariager til modstandsbevægelsen i Jylland.
Marius Fiil blev nu sat ind i tingene og indvilligede – efter at have spurgt sin kone Gudrun til råds – i at deltage i modtagearbejdet. Samme aften kørte Marius i sin hestevogn til Trinderup Hede for at hente våben og sprængstoffer, som han kørte til sin genbo gårdejer Andreas Stenz' gård, hvor de blev omladet til Thorup Petersens bil og kørt til Randers, hvor de blev lagt i et depot til senere brug.
For at finde en egnet modtageplads nærmere Hvidsten Kro, blev kortene over lokalområdet gransket, og gruppen valgte et område på Allestrupgård, hvor der var et mosehul, der var velegnet til at skjule containerne i, når de var tømt. Modtagepladsen blev kaldt Mustard Point, og af englænderne betegnet som en af de bedste modtagepladser i Danmark.
Når kodesignalet lød fra BBC kl. 18.15, vidste gruppen, at den skulle være parat til at modtage forsyninger omkring midnat. Når Halifaxen kunne høres i det fjerne, blev der tændt fire signallamper – tre hvide og én rød, der lyste op i luften. Disse lamper angav vindretningen, så piloterne i flyene kunne tage højde for, hvor de skulle nedkaste containerne med faldskærme, så de ramte det rigtige sted.
Hele gruppen skulle nu arbejde hurtigt med at få tømt containerne og få slettet sporene for Gestapo. Containerne blev smidt ud i mosehuller i området, hvor de forsvandt, og indholdet fragtet videre, først til Hvidsten, og derfra så hurtigt som muligt til fordeling i mindre depoter i Randers. Herfra blev de distribueret til sabotagegrupper i det meste af Jylland. Her blev sprængstoffet brugt til sabotage mod jernbaner, lokomotivremiser, broer og fabrikker, der arbejdede for tyskerne.
Gruppen og flere andre modstandsgrupper, bl.a. Stoholm-gruppen, blev røbet af danskeren Jacob Jensen, der via England var nedkastet faldskærmsmand. Han var instrueret i, at blev han taget til fange, skulle han knuse cyankaliumampullen. Modet svigtede imidlertid. Den 13. december 1943 blev han sammen med 2 andre taget af Gestapo i Århus og tortureret til at fortælle, hvad han vidste. Gestapo skyggede kroen til den 11. marts 1944, hvor den tidligt om morgenen blev omringet, og størstedelen af gruppen blev arresteret af tyske soldater. Nyheden om deres anholdelse blev bragt i De frie Danske en uge senere.
Måneden efter meddelte De frie Danske at de anholdte fra Hvidsten var blevet overført fra Randers til Vestre Fængsel.
I et forsøg på at begrænse Folkestrejken, foranledigede den tyske rigsbefuldmægtigede Werner Best at otte af gruppens medlemmer blev dømt til døden af den tyske krigsret den 26. juni og henrettet ved skydning i Ryvangen 29. juni 1944 af den tyske besættelsesmagt.
Den 15. juli 1944 skrev De frie Danske om henrettelsen af Marius Fiil, hans søn og svigersøn, om den ældre datters livstidsdom, den yngre datters dom på to år, og sammenlignede Fiil med Svend Gønge og Niels Ebbesen, samtidigt med at de udtrykte medfølelse for den efterladte enke. Nyheden om henrettelserne blev årsag til udvidelsen af den københavnske strejkebølge, Folkestrejken (1944), til en egentlig generalstrejke.
Seks måneder efter skrev januarnummeret af modstandsavisen Frit Danmark at otte med navn nævnte medlemmer af Hvidsten gruppen var blevet henrettet den 29. juni året før.

## Medlemmerne af gruppen og deres skæbne
De henrettede var:
- Kroejer Marius Pedersen Fiil
- Sønnen Niels Fiil
- Svigersønnen Peder Bergenhammer Sørensen (gift med Kirstine Fiil)
- Mekaniker Johan Kjær Hansen
- Radioforhandler Niels Nielsen Kjær
- Karetmager Søren Peter Kristensen
- Møller Henning Andersen
- Dyrlæge Albert Carlo Iversen

De øvrige seks arresterede medlemmer af gruppen blev ikke dømt til døden:
Tugthus på livstid:
- Kirstine Fiil
- Landmand Jens Stenz
- Chauffør Barner Hyldegaard Andersen

Tugthus på fire år:
- Lillebilvognmand Anders Venning Steensgaard (3. oktober 1894 – 4. marts 1976), gruppens chauffør. Han blev senere flyttet til en KZ-lejr, men overlevede.
- Købmand Knud Peter Buchhorn Christensen (1916-87)[6]

Ungdomsfængsel på 2 år:
- Servitrice Gerda Søvang Fiil (født 30. januar 1927 - 26. juni 1994), datter af Marius og Gudrun Fiil.

Ligene af de otte henrettede medlemmer af Hvidstengruppen blev fundet i Ryvangen, og i sommeren 1945 blev deres jordiske rester ført hjem til Hvidsten og begravet 100 meter nord for Hvidsten Kro, hvor der er en mindelund og rejst en mindesten med følgende inskription:
Daad for Danmark bragte Dag
Tappert øvet Tro til Døden
Lyse lad i Morgenrøden
De gav Liv for Danmarks Sag
Andre medlemmer af gruppen:
- Andreas Stenz flygtede til Sverige
- Svend Egon Andersen flygtede også til Sverige. Her meldte han sig til Den Danske Brigade. Efter krigen boede han på Djursland, inden han døde i august 2017 som den sidste overlevende fra gruppen.[7]

## Film
Den 4. november 2010 blev det offentliggjort, at der ville blive lavet en film om gruppen med titlen Hvidsten gruppen. Regner Grasten stod bag projektet, og Anne-Grethe Bjarup Riis instruerede filmen med Anders Refn som teknisk instruktør.
Filmens budget var på 24 millioner kroner, og den havde premiere i de danske biografer den 1. marts 2012.
Til filmens premiere lavede Randers Kommune en hjemmeside om Hvidstengruppen, hvor en lang række videoer, billeder og historier om gruppen og filmen blev samlet. Sitet er bl.a. beregnet til undervisningsbrug i folkeskoler.
Filmen solgte 750.000 billetter.
10. marts 2022 havde Hvidstengruppen II - De efterladte premiere, igen instrueret af Anne-Grethe Bjarup Riis. Filmen handler om søstrene Gerda og Kirstine Fiil og fortæller historien om de to kvinder, der blev fængslet og dømt til hhv to års fængsel og livstid i Tyskland.